# Šujskoe
Šujskoe (in russo Шуйское?) è un villaggio della Russia europea nell'oblast' di Volgograd. È il centro amministrativo del rajon Meždurečenskij.
Si trova sulla riva destra del fiume Suchona, 94 km a est di Vologda.